# Шукра (город)
Шукра (англ. Shuqrah; Shaqrā’; Shuqrā’; араб. شُقرة‎) — небольшой город на южном побережье Йемена в мухафазе Абьян. Расположен примерно в 120 км к юго-востоку от Адена, и в 60 км от административного центра мухафазы (столицы мухафазы) Зинджибар.

## История

#### Султанат Фалди.
Шукра была столицей образовавшегося в XVI веке султаната Фадли.
Зинджибар был выбран британцами для расположения региональной административной штаб-квартиры в 1944 году. Султан Фадли остался в Шукра.
Наиб и наследник султана, который с 1958 года контролировался Правительством султаната Фадли, был провозглашен султаном англичанами в 1962 году и был первым, кто проживал в Зинджибаре для практических целей, хотя дворец, который был официальной резиденцией, располагался в Шукра. Таким образом Шукра была столицей до 1962 года.султаната Фадли В 1962 году административную столицу перенесли в Зинджибар, но резиденция султана осталась в Шукре.

#### Времен«Аль-Каиды».
Регион Абьян, наряду с городом Аденом, является историческим местом, где наиболее последовательно развивается радикальное исламистское движение, получившее обобщенное название «Аль-Каида на Аравийском полуострове», во главе которого стоят лидеры бывшей «Армии освобождения Адена и Абъяна».
Переход южных районов Йемена под контроль исламистов и провозглашение ими исламского эмирата в мухафазе Абьян в конце марта 2011 года произошёл в ситуации развала государственно-властных институтов, последовавшего за массовыми акциями протеста против режима президента Али Абдаллаха Салеха («Революция в Йемене (2011—2012)»).

- Находящийся под контролем моджахедов «Аль-Каиды» город Шукра захвачен в ходе ожесточённых боёв, развернувшихся с конца мая — начала июня 2011 года. «Боевики „Аль-Каиды“ на Аравийском полуострове восстановили контроль над прибрежным городом Шукра после нескольких дней боёв с правительственными войсками», — сообщил член салиховской службы безопасности Хамид Али. По его словам, город был захвачен войсками режима в июле, которые, пользуясь новой выгодной позицией, смогли усилить осаду столицы эмирата Абьян Зинджибара.[5]

Моджахеды «Аль-Каиды» в среду, 17 августа 2011 года, взяли южный йеменский прибрежный город Шукра. Войска Салиха сопротивлялись исламским бойцам непродолжительное время. В результате боя они оставили город. Моджахеды «Аль-Каиды» въехали в Шукру на автомобилях из другого города, который находится под их контролем. Таким образом Шукра (на карте обозначен как Shuqra) стала оплотом «аль-Каиды» на Аравийском полуострове.
Буквально до взятия Шукры местные каратели схватили 7-х мусульман и обвинили их в связях с моджахедами «Аль-Каиды». При этом 2-е из них были уроженцы Аравии (сообщал «Йемен-пост» со ссылкой на источники в службах безопасности йеменского режима). Абду-Ллах Насыр аль-Кадани, главарь службы безопасности, подтвердил, что аресты прошли в городе Шукра. Остальные 5 мусульман были йеменцами — уроженцами Абьяна и провинции Мариб.
Хамид Али сообщил, что ввиду трудностей и препятствий контактов с армией в близлежащем районе количество уничтоженных и раненых солдат не известно. Между тем член разведки режима Салиха на условиях анонимности сообщил, что моджахеды «Аль-Каиды» только за последние 2 недели уничтожили более 300 солдат и изъяли 40 баррелей (1 баррель — 158 л) бензина.
- 19 апреля 2012 года самолёты ВВС Йемена обстреляли город Шукра, целясь по резиденции шейха Тарика аль-Фадли[6].

- 27 мая 2012 года, воскресенье — Обстрел в 9 часов вечера военным кораблём села Аш-Шака за прибрежным городом Шукра в Абьяне, пострадавших нет.[7]

- 15 июня 2012 года. Правительственным войскам Йемена удалось взять под контроль город Шукра, который расположен на юге страны в провинции Абьян. По данным местных СМИ, в результате вооруженных столкновений были убиты, по меньшей мере, 17 боевиков группировки «Ансар аш-Шариа» («Сторонники шариата»)[англ.], которая входит в состав йеменской ячейки «Аль-Каида»".[5][8][9] Оставшиеся исламисты бросили свои позиции и скрылись в горах к западу от города. В результате боевики потеряли важный пункт материально-технического снабжения, через который поступало оружие и подкрепление из других стран.[9] Напомним, что йеменская армия начала масштабную спецоперацию, направленную на борьбу с террористами месяц назад. Данная операция получила кодовое название «Решительность».[10] Город Шукра был последним крупным оплотом «Аль-Каиды» в провинции Абьян, который правительственные войска захватили после городов Джаар и Зинджибар.[11]

- 12 октября 2012 года — Террористы атаковали военную базу, расположенную в городе Шукра. В результате нападения погибли по меньшей мере 10 солдат правительственных войск и 11 членов «Аль-Каиды». Об этом сообщили в пятницу (12 октября)израильские СМИ. Также сообщается о 15 раненых солдатах армии Йемена. Нападение на базу, располагающуюся на побережье, террористы начали с подрыва автомобиля, начиненного взрывчаткой, после чего было совершено нападение на базу с моря.[12]